# Xolotrema occidentale
Xolotrema occidentale är en snäckart som först beskrevs av Henry Augustus Pilsbry och James Henry Ferriss 1907.  Xolotrema occidentale ingår i släktet Xolotrema och familjen Polygyridae. Inga underarter finns listade i Catalogue of Life.